# Liber Floridus

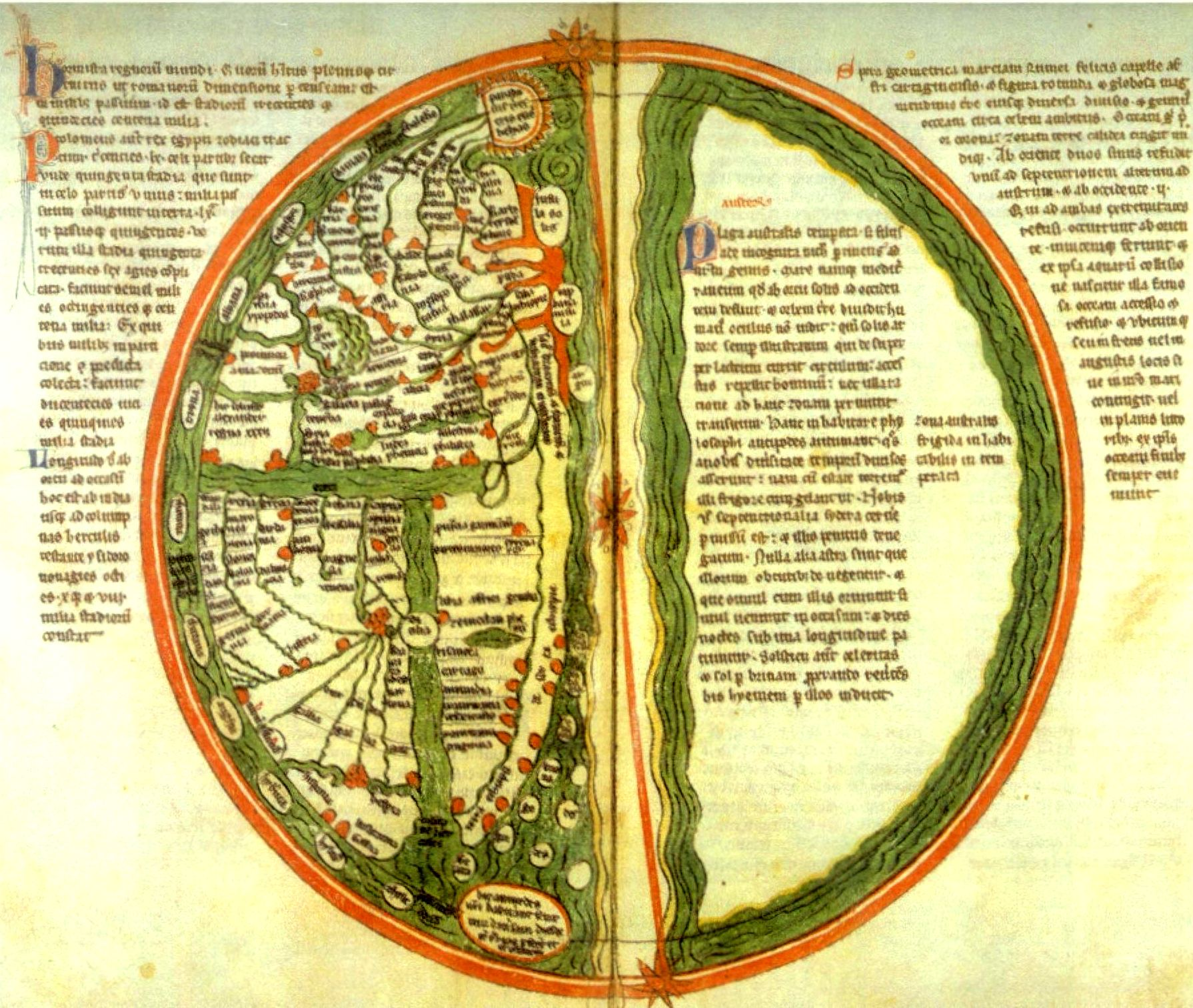
Weltkarte aus dem Liber Floridus

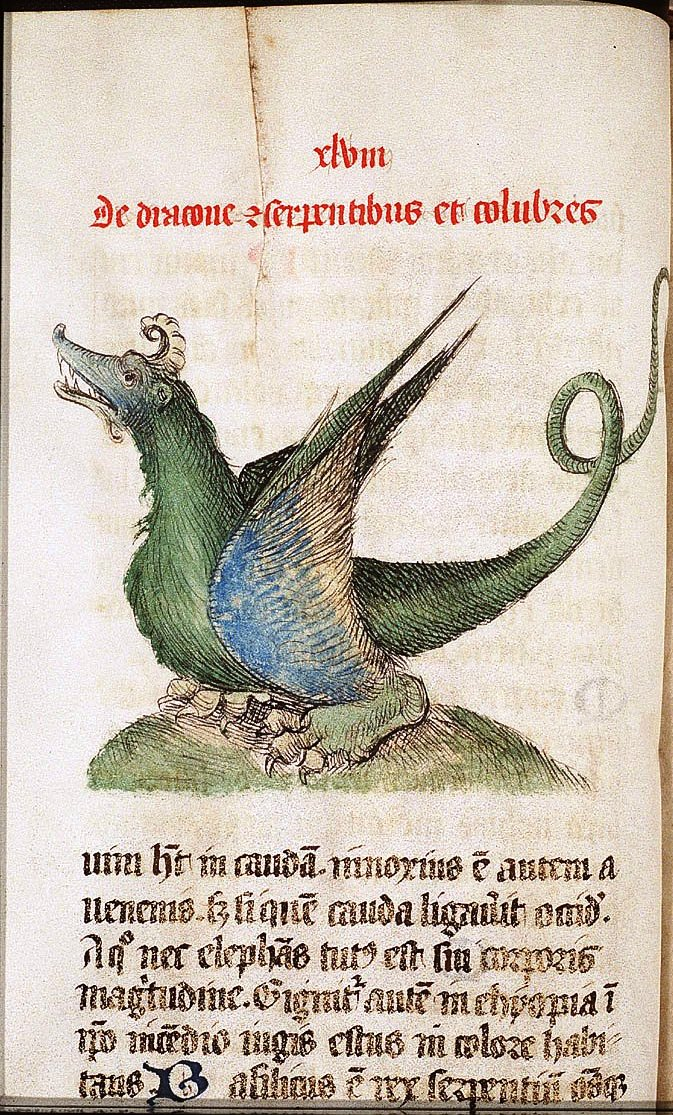
Seite aus dem Liber Floridus mit der Darstellung eines Drachen (Kopie aus dem 15. Jahrhundert)

Der Liber Floridus (lateinisch für Blühendes Buch oder Buch der Blumen) ist ein Werk des Kanonikers Lambert von Saint-Omer, das um 1120 entstand. Es handelt sich um eine Enzyklopädie, die verschiedene theologische, naturphilosophische und historische Themen behandelt.

## Entstehung und Autorschaft
Als Autor gilt der französisch-flandrische Benediktiner-Kanonikus der Kathedrale in Saint-Omer, Département Pas-de-Calais, Lambert de Saint-Omer (auch Lambertus Audomarensis genannt). Saint-Omer lag zur Entstehungszeit in der Grafschaft Flandern, einem kulturellen und wirtschaftlichen Zentrum des damaligen West- und Nordeuropa.
Bei dem Liber Floridus handelt sich um eine Zusammenstellung von verschiedenen Extrakten aus etwa 192 anderen Werken. Der Originaltext wurde lateinisch verfasst und später ins Französische übertragen (Le Livre fleurissant en fleurs).
Das Originalmanuskript von Lambert befindet sich heute in der Universitätsbibliothek in Gent. Außerdem gibt es zwei zeitgenössische Kopien, die beide etwa aus dem Jahr 1150 stammen, eine in der Bibliothèque nationale de France in Paris und eine in der Herzog August Bibliothek Wolfenbüttel. Die Wolfenbüttler Kopie aus 105 Pergamentblättern wurde auf Initiative von Gottfried Wilhelm Leibniz, dem damaligen Leiter der Bibliothek, im Jahr 1710 erworben. Beide Kopien unterscheiden sich in Details vom Original (z. B. in der darin enthaltenen Weltkarte). Weitere Kopien existieren aus späteren Jahrhunderten.

Die Benennung des Manuskriptes als „Buch der Blumen“ ist als Metapher zu verstehen. Lambert wollte in seinem Werk die Vielfalt und Schönheit der göttlichen Schöpfung als blühenden Garten gedacht sehen und sah seine Aufgabe als Autor darin, dem Leser einige besonders schöne oder interessante Blumen daraus zu pflücken und zu erklären.

## Inhalt
Das Werk enthält einen quasi-chronologischen Bericht der Weltereignisse bis hin zum Jahr 1119. Dabei werden biblische, astronomische, geografische und naturphilosophische Themen abgehandelt. Lambert zeigt sich in dem Werk als außerordentlich gebildeter und belesener Kleriker. Er benutzte die unterschiedlichsten Quellen, u. a. die Etymologien des Isidor von Sevilla, die Historia Brittonum und die Chronik der Kreuzzüge von Bartolf von Nangis. Er verweist mehrfach auf die Berichte von Kreuzfahrern aus Saint-Omer, mit denen er nach deren Rückkehr aus dem Heiligen Land offenbar in Kontakt stand. Der Liber Floridus gilt als erste Enzyklopädie des Mittelalters seit den Werken Isidor von Sevillas.

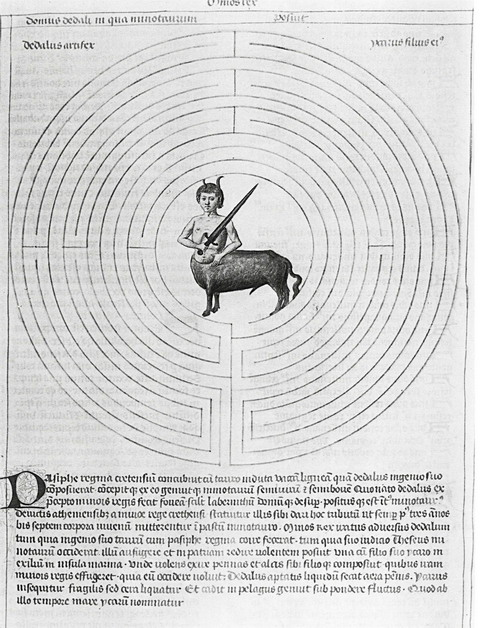
Das Labyrinth des Minotauros im Liber Floridus[8] (Kopie aus dem 15. Jahrhundert)
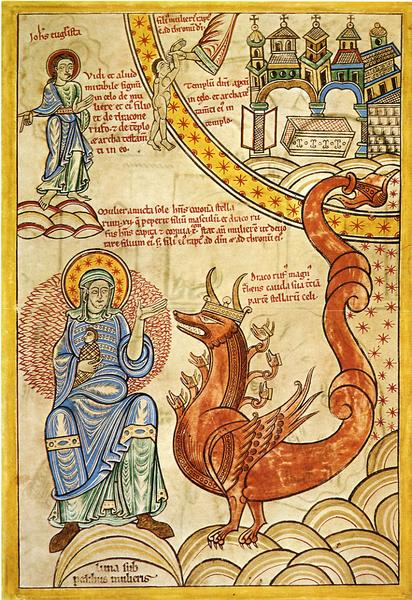
Der siebenköpfige Drache aus der Apokalypse (Offb 12,3b–4) im Liber Floridus
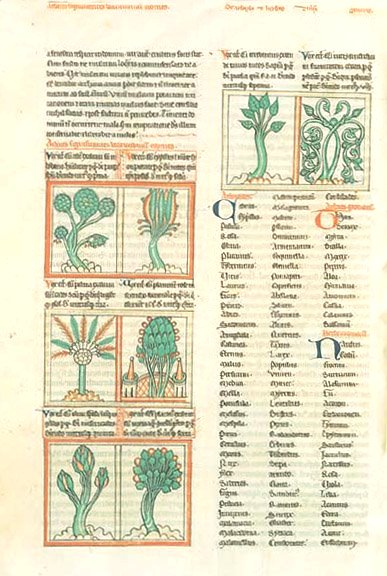
Verschiedene Pflanzen im Liber Floridus[10] (Kopie aus dem 15. Jahrhundert)
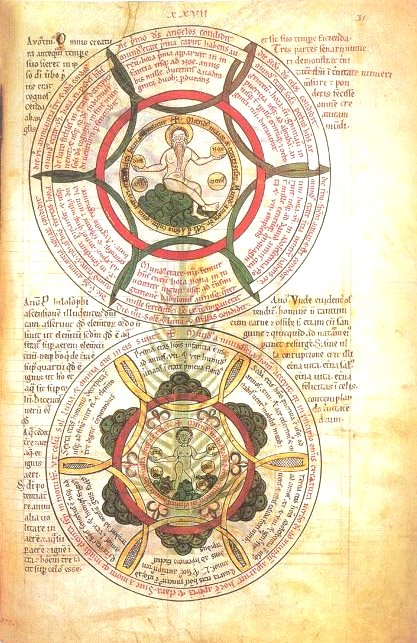
Das Weltende, erklärt im Liber Floridus
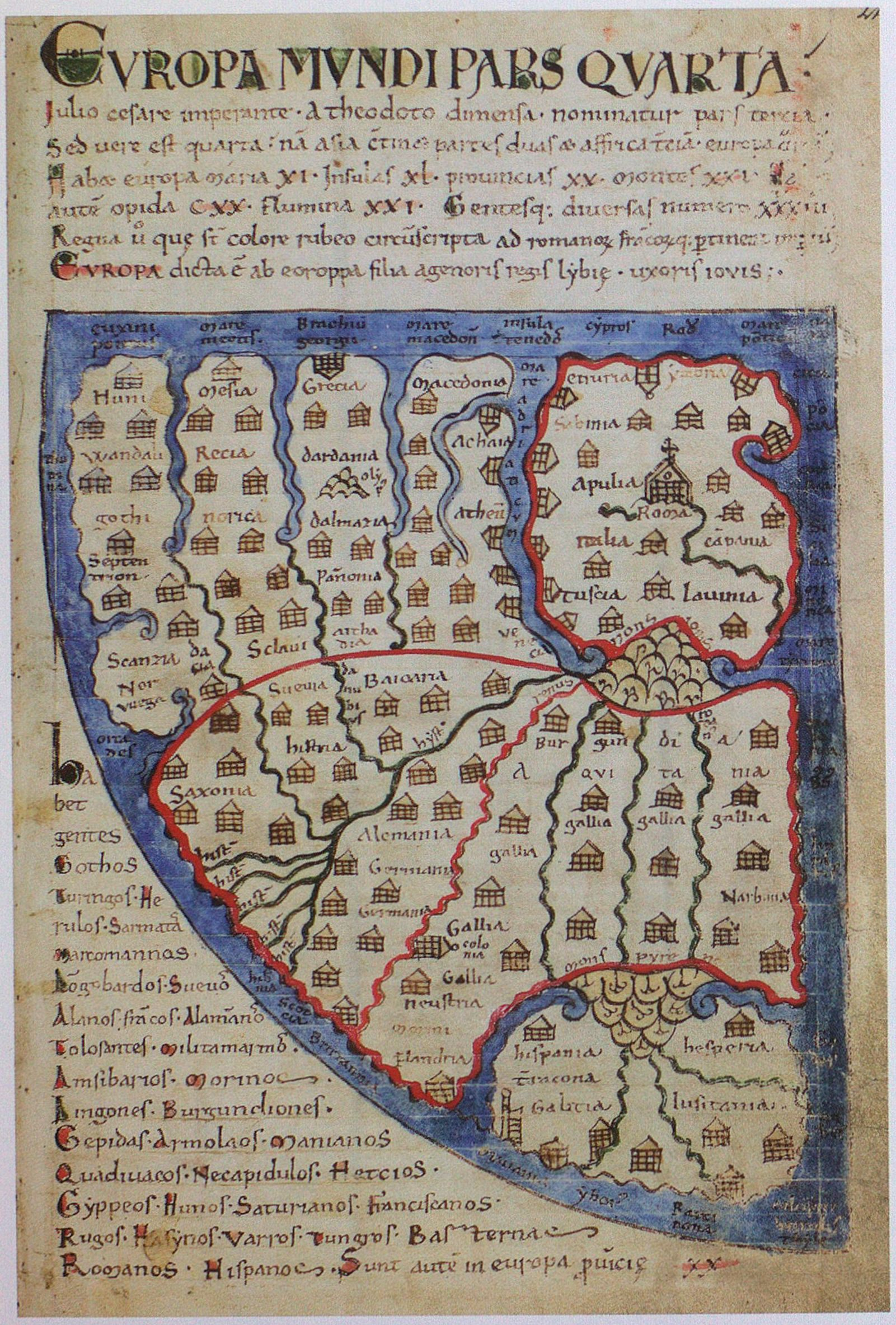
Eine Europakarte im Liber Floridus: Gent, Universiteitsbibliotheek, Ms. 92, fol. 241r (Zeitraum 1112/1115)
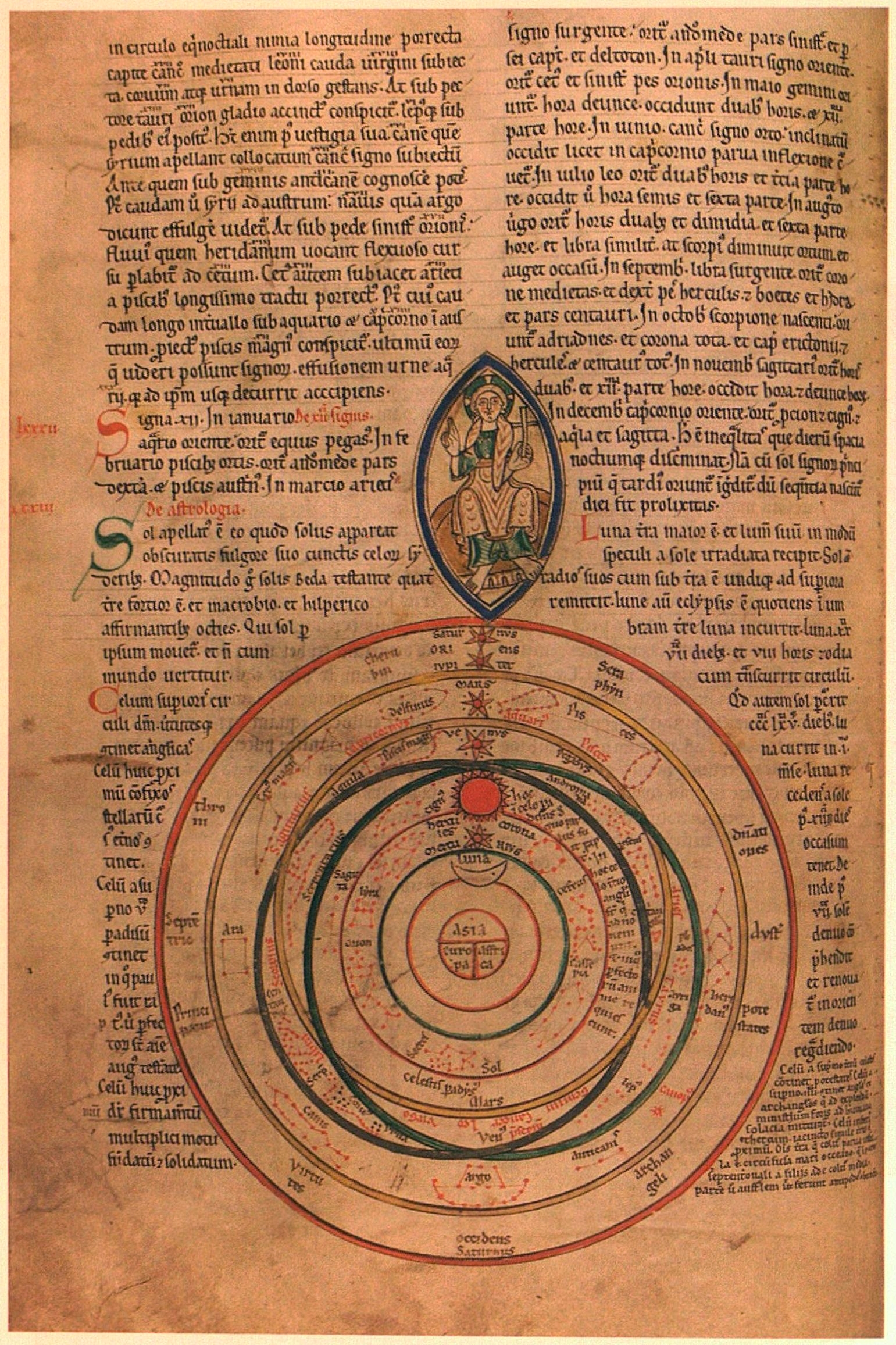
Kosmosdarstellung im Liber floridus in der Handschrift Wolfenbüttel, Herzog-August-Bibliothek, Cod. Guelf. 1 Gud. lat., fol. 64v (12. Jahrhundert)
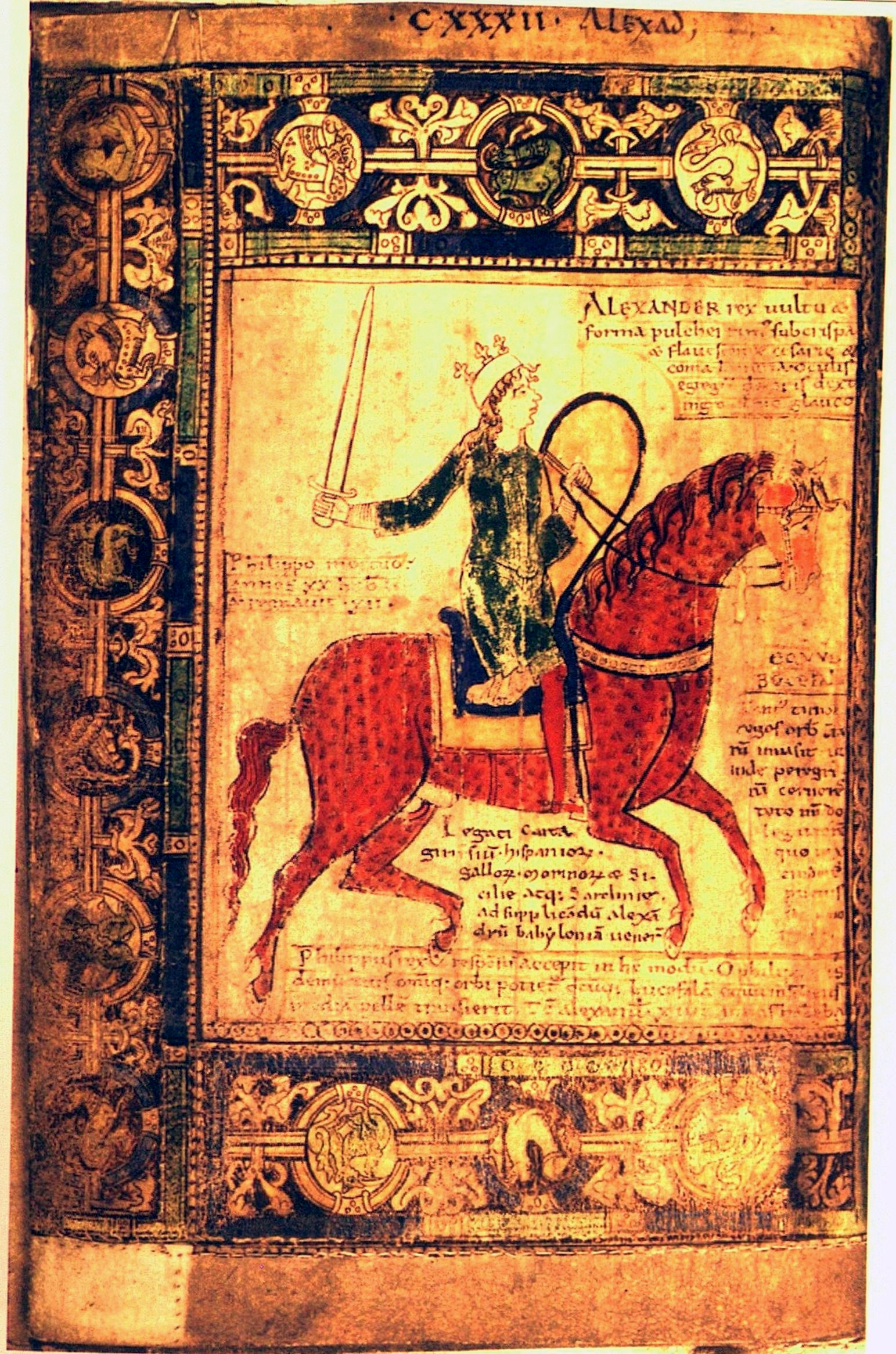
Alexander der Große in einer Handschrift des Liber floridus von 1112/1121: Gent, Universiteitsbibliotheek, Ms. 92, fol. 153v